# タトラT3R.P
タトラT3R.Pは、チェコやスロバキアなど世界各国の路面電車で使用されている電車の1形式。チェコスロバキア時代に製造された路面電車車両・タトラT3の電気機器を交換した車両で、T3Pとも呼ばれる。この項目では、電気機器が異なるタトラT3R.Eも併せて解説する。

## 概要・運用
1990年代以降、チェコのプラハ市電を始めとする旧東側諸国各都市の路面電車では、タトラT3など既存の路面電車車両の機器を更新する事による延命・近代化工事が多数実施されている。その中で、2000年にプラハ市電向けに試作車が導入され、その試験結果を受けて2001年から改造が行われたのがT3R.Pである。
電気機器がIGBT素子を用いたチョッパ制御装置と直流電動機を組み合わせたTVプログレス（TV Progress）に交換され、制動使用時に電力を回収する事が出来る回生ブレーキも搭載されている。これにより、改造前に比べ40％以上消費電力を削減する事が出来る。当初はGECアルストムの製品であったが、2001年以降はアルストムから独立したセゲレック（Cegelec）によって製造が行われている。部品の一部には日本の三菱電機製のものが使用されている。
これらの機器更新に加えて車体の改修も行われており、座席、乗降扉の駆動装置、砂撒き装置、滑り止め用の床板が交換されている他、運転台も改良が実施されている。車内にはLEDを用いた案内表示装置が搭載されている。
改造はシュコダ・トランスポーテーションの子会社であるパルス・ノヴァ（Pars nova a.c.）によって実施されているが、プラハ市電向け車両については2005年以降路面電車の修理工場で工事を行っており、それ以外の都市についてもオストラヴァ市電の車庫で改造が行われた事例が存在する。2020年現在、チェコやスロバキア各都市に加え、キーウ市電、オデッサ市電などウクライナの路面電車にも導入されている。

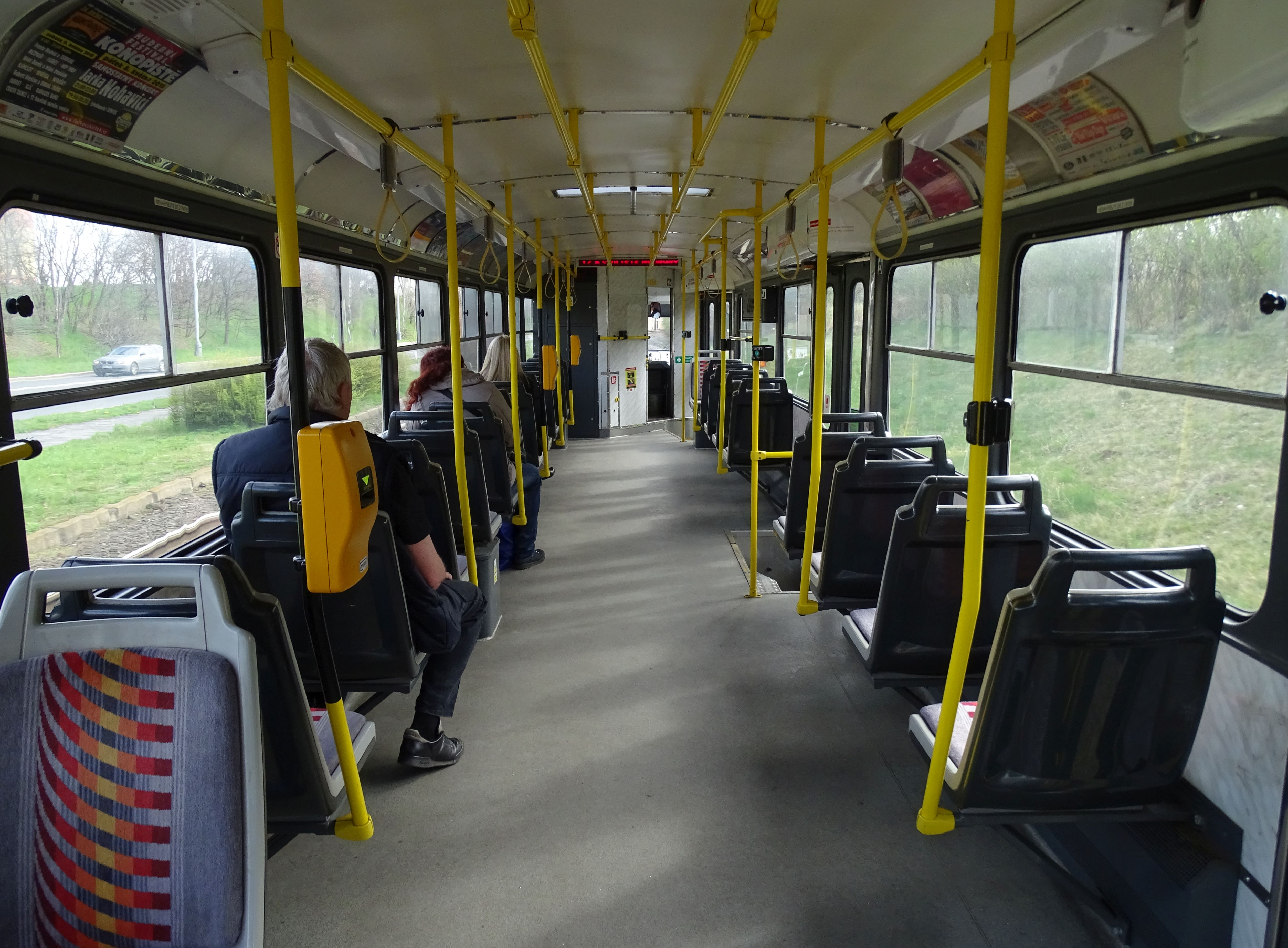
車内
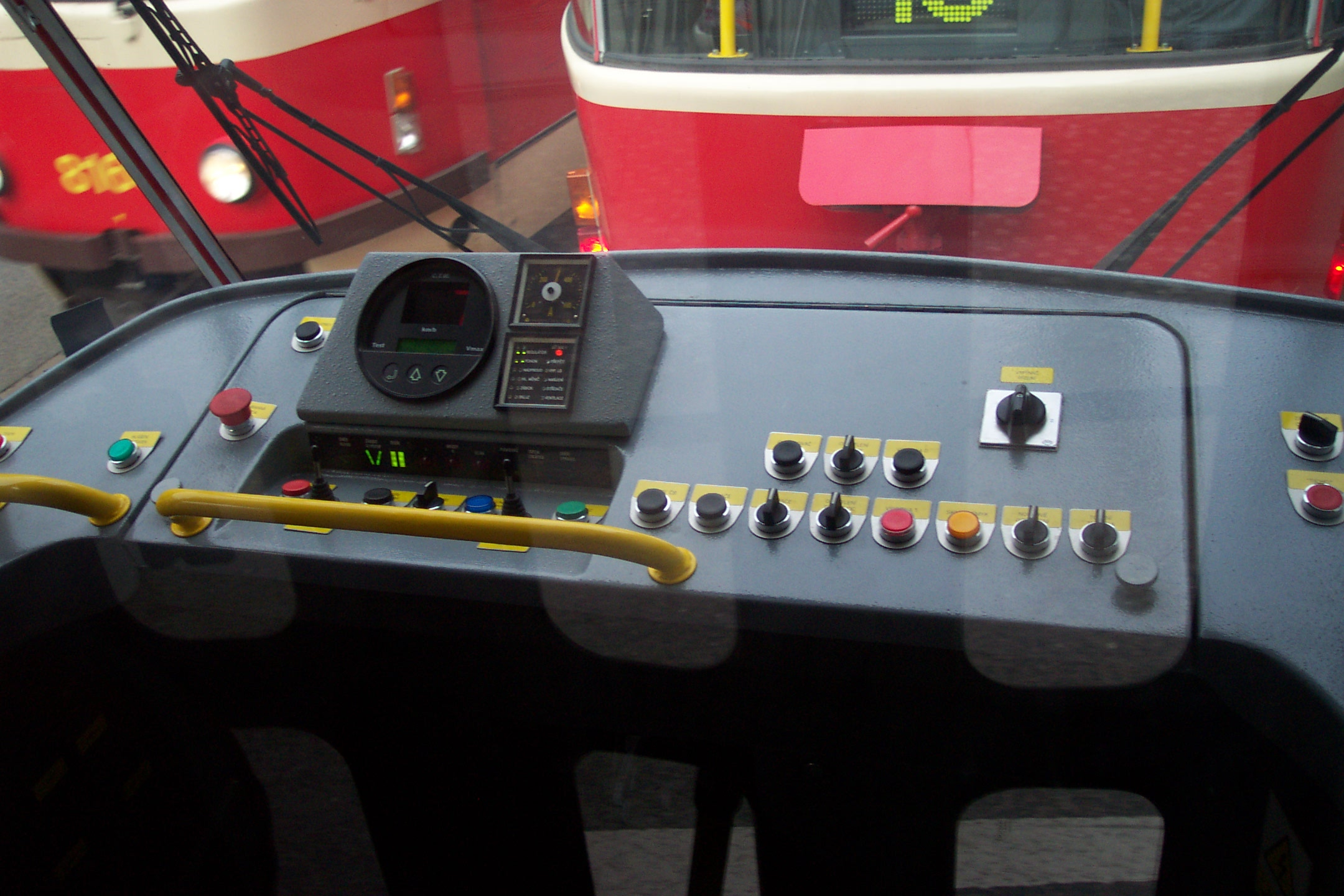
運転台

## ギャラリー

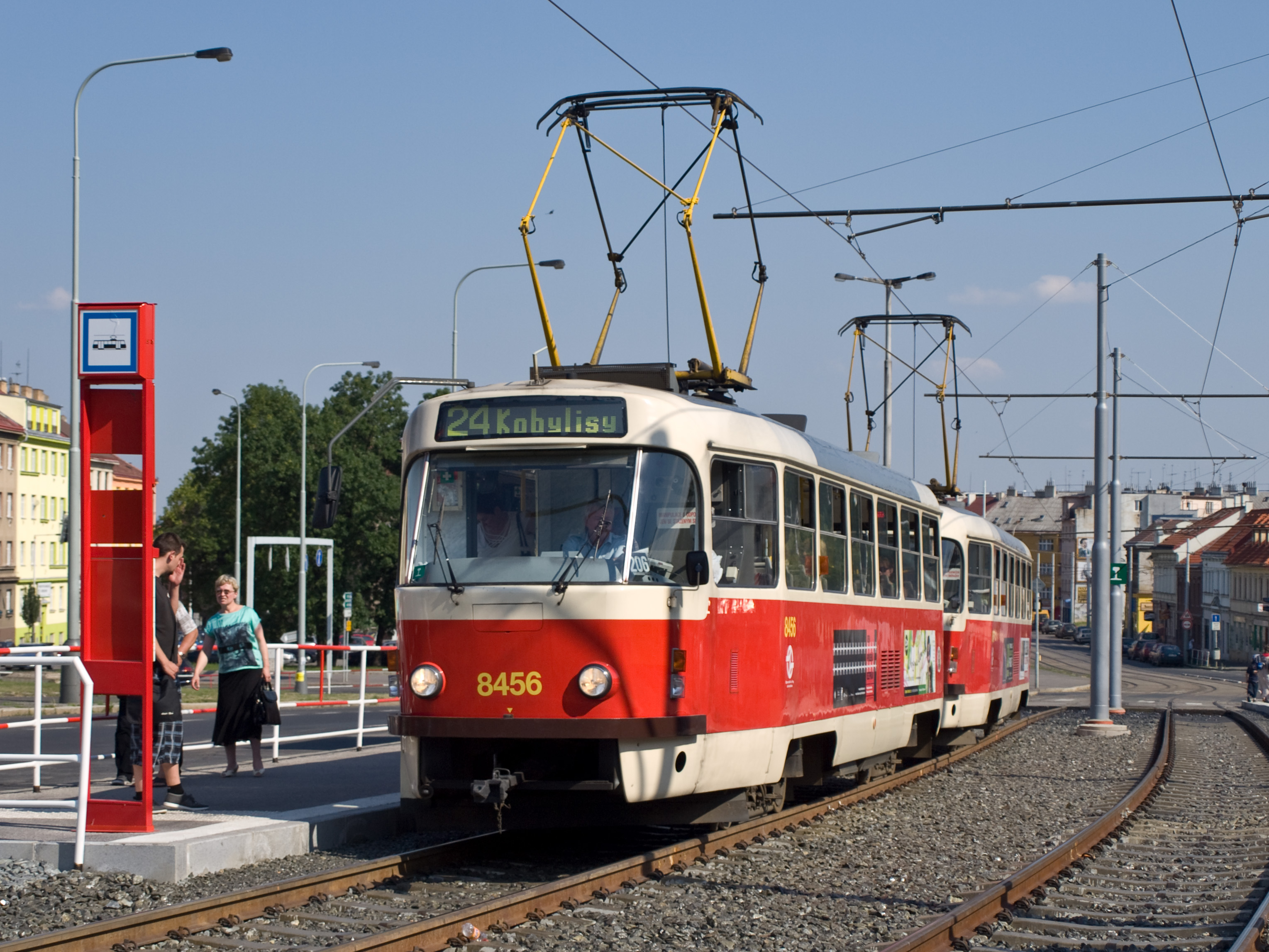
チェコ：プラハ
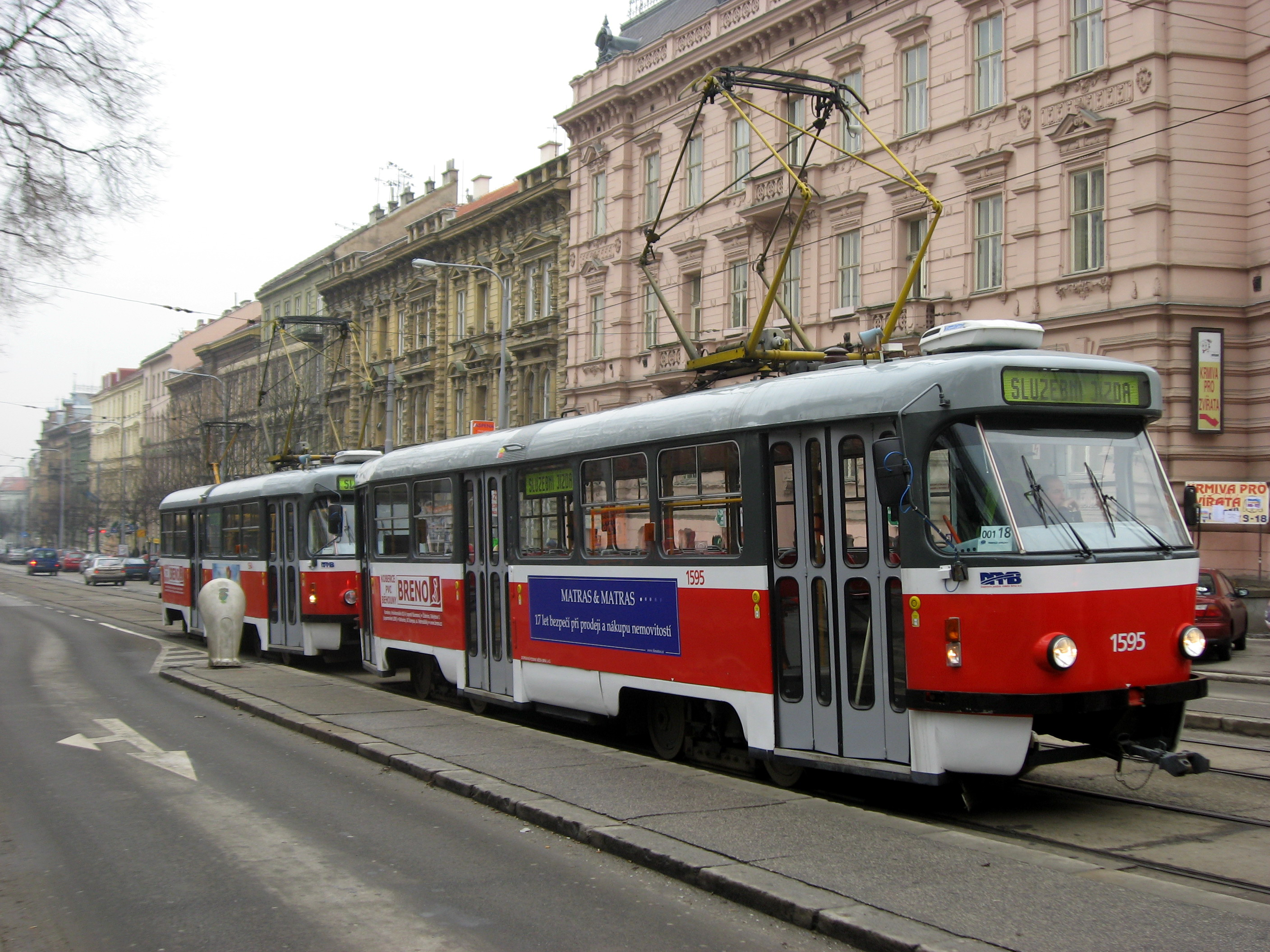
チェコ：ブルノ
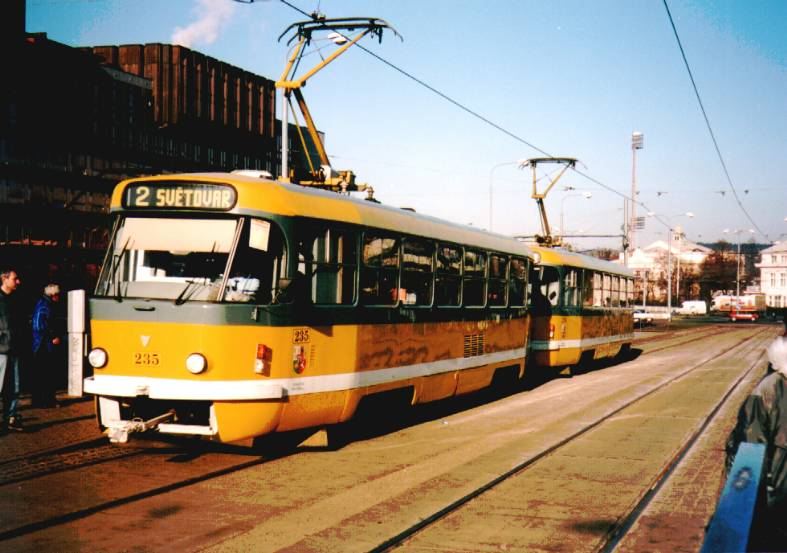
チェコ：プルゼニ
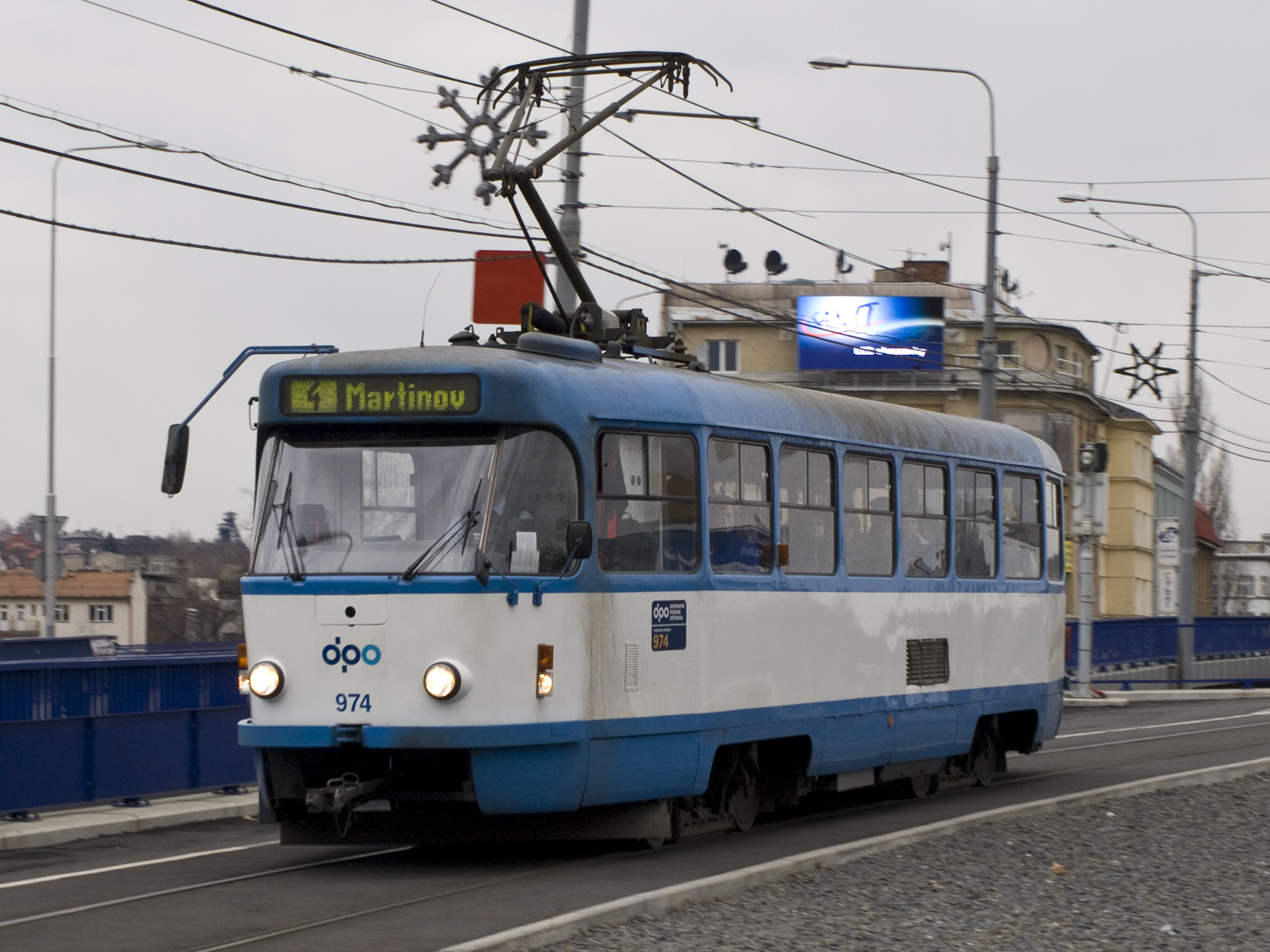
チェコ：オストラヴァ
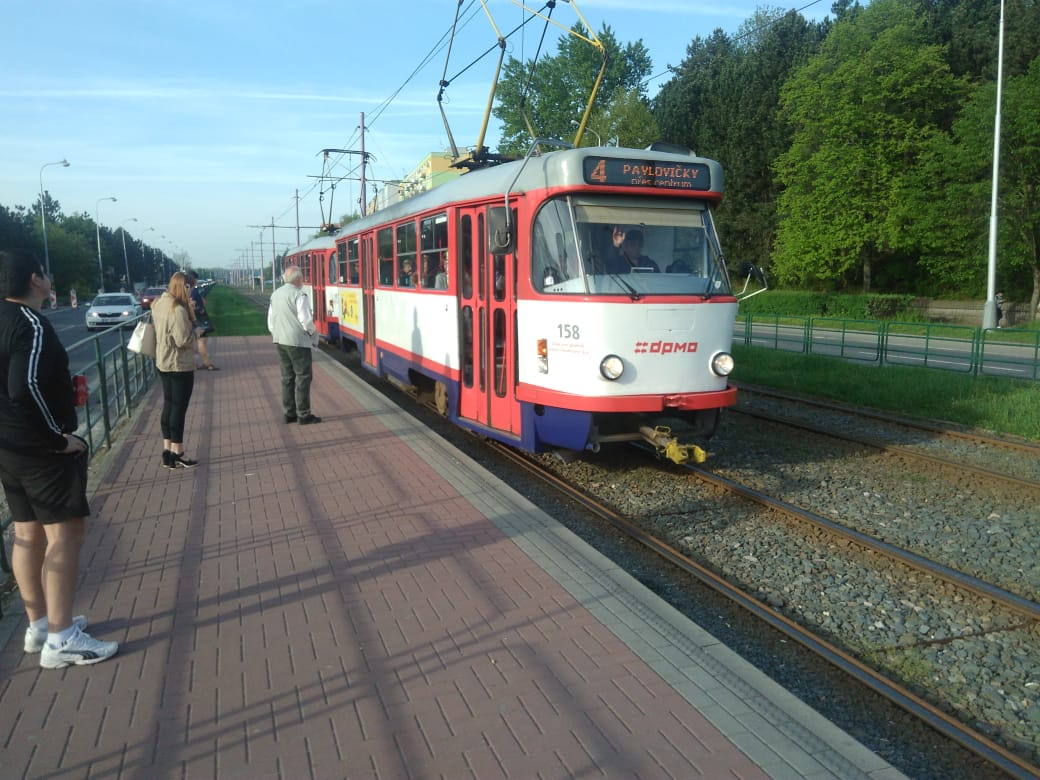
チェコ：オロモウツ
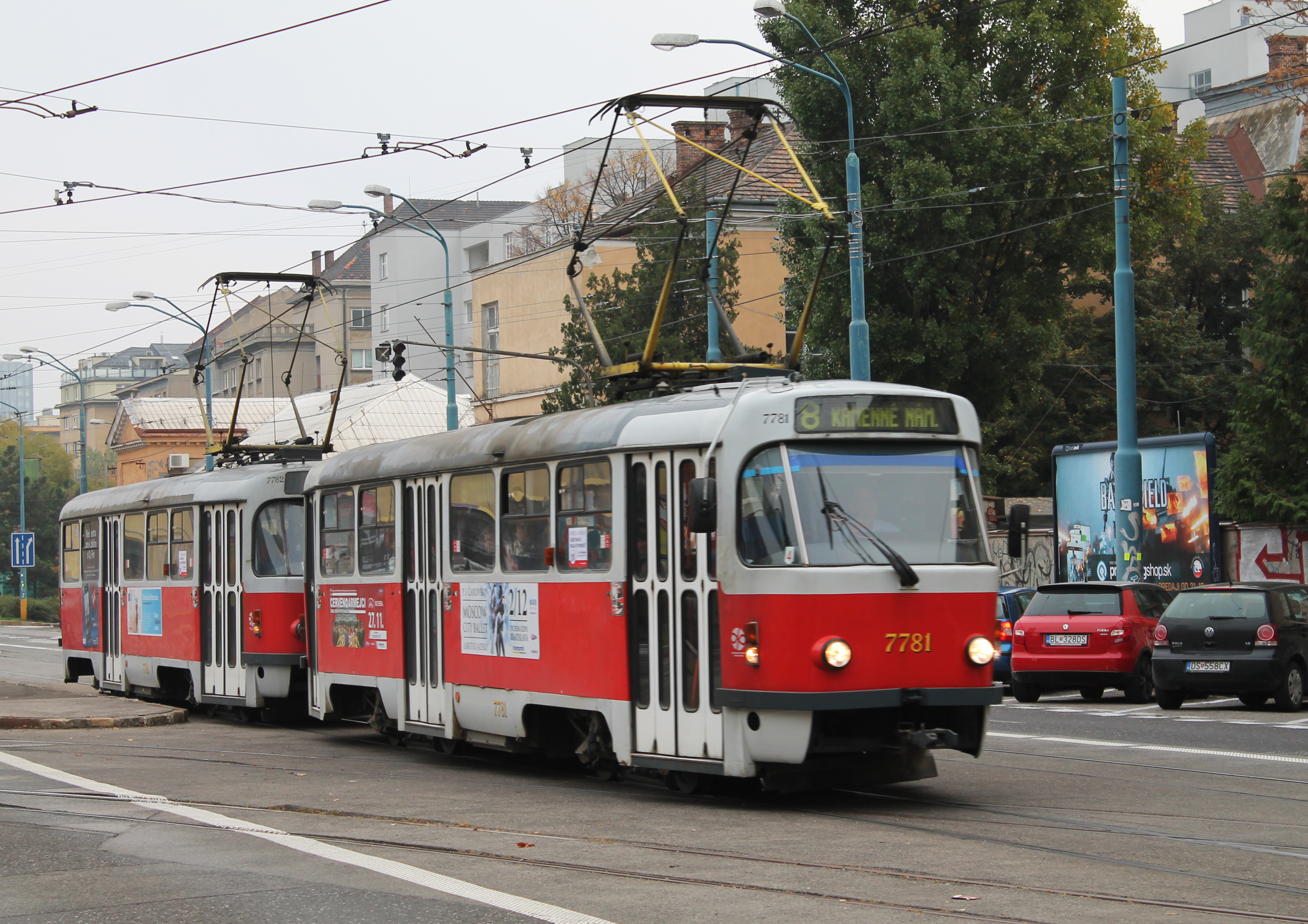
スロバキア：ブラチスラヴァ

## T3R.E
電気機器をセゲレツが手掛けるTVユーロパルス（TV Europulse）に交換した形式。主電動機にはかご形三相誘導電動機が、制御装置にはVVVFインバータ制御方式が用いられている。プラハ市電向けに1両、オストラヴァ市電向けに2両が導入されたが、プラハ市電向け車両はT3R.Pとの比較用に改造された試作車であり、2005年にT3R.Pへ再改造された。

## 関連形式
- タトラT3R.PV、タトラT3R.EV - 各都市のタトラT3のうち、機器に加え車体の老朽化も進んでいた車両については、車体がアライアンスTWが製造した「VerCB3」に交換されている[1][6][7]。
- タトラT3R.PLF、タトラT3R.SLF、ヴァリオLFR - タトラT3の車体更新車のうち、車体を部分超低床式の「VerCB3LF」へ交換した形式。プラハ市電ではタトラT3R.PからT3R.PLFへの改造も行われている[6][8][9]。